# Desmond Tutu
Desmond Mpilo Tutu (Klerksdorp, 7 de octubre de 1931-Ciudad del Cabo, 26 de diciembre de 2021) fue un clérigo y pacifista sudafricano que adquirió fama internacional durante la década de 1980 a causa de su lucha contra el apartheid. Tutu fue el primer sudafricano negro en ser elegido y ordenado como arzobispo anglicano de Ciudad del Cabo (Sudáfrica) y luego primado de la entonces Iglesia de la Provincia de África Meridional (actualmente Iglesia Anglicana de África Meridional). Fue laureado con el Premio Nobel de la Paz en 1984.
Se le adjudica la acuñación del calificativo nación arcoíris para describir metafóricamente a la Sudáfrica posterior al apartheid (en 1994 con el triunfo del Congreso Nacional Africano). La expresión se ha incorporado desde entonces para describir la diversidad étnica de Sudáfrica.

## Biografía
Hijo de una empleada doméstica, Aletta Tutu y un maestro, Zachariah Tutu, nació el 7 de octubre de 1931 en la población sudafricana de Klerksdorp. Su padre era director de una escuela misionera en la cual Desmond fue educado. Aunque fue bautizado como metodista, posteriormente toda la familia ingresó en la Iglesia Episcopal Metodista Africana (por influencia de su hermana Silvia) y término convirtiéndose al anglicanismo en 1943. A los 12 su familia lo abandonó y 
orientó su educación a la enseñanza debido a que su familia no podía pagarle estudios más costosos, porque consiguió entrar en la universidad pero no le otorgaron la beca que solicitó. En 1953 se licenció como maestro en el Colegio Normal Bantú de Pretoria.
Comenzó trabajando en la escuela donde su padre era director. En 1955 obtuvo su bachelor degree en la Universidad de Sudáfrica (UNISA). El 2 de julio de 1955 se casó con Nomalizo Leah Shenxane, con quien tuvo cuatro hijos: Trevor Thamsanqa, Theresa Thandeka, Naomi Nontombi y Mpho Andrea.
Hasta 1958 trabajó como profesor de secundaria en el Instituto Bantú de Johannesburgo. Entre 1958 y 1960 estudió en el St. Peters Theological College de Rosettenville en Johannesburgo, donde obtuvo la licenciatura en Teología. Fue ordenado como diácono en diciembre de 1960 en la Catedral de Santa María en Johannesburgo.
En 1962 se fue a vivir a Londres. En 1966 recibió su master con honores en Londres y volvió a Sudáfrica donde comenzó su doctorado en el Seminario Teológico de Alice pero no pudo concluirlo. Entre 1967 y 1969 fue miembro de la comisión directiva en el Seminario Teológico de la Universidad de Fort Hare. Se dedicó a dar conferencias denunciando la precariedad de la situación de algunos sudafricanos y los riesgos de la situación de desigualdad que se vivía. Advirtió que esto podría producir estallidos violentos en cualquier momento. 
En 1972 volvió a Londres y fue designado vicedirector del fondo teológico de educación del Consejo Mundial de Iglesias. En 1975 volvió a Sudáfrica y fue ordenado el primer obispo negro de la Iglesia de la Provincia de África Meridional en Sudáfrica. También se convirtió en el rector de la catedral de Santa María en Johannesburgo. En 1986 fue nombrado arzobispo de Ciudad del Cabo, cargo desde el que colaboró para la transición democrática en su país. Una de sus frases más famosas es "Si eres neutral en situaciones de injusticia es que has elegido el lado opresor".

### Fallecimiento
Murió a causa de cáncer de próstata, diagnosticado en 1997, en el centro Oasis Frail Care en Ciudad del Cabo el 26 de diciembre del 2021, a la edad de noventa años.

## Obra social
En 1976, en el contexto de las protestas de Soweto contra la obligación del uso del afrikáans como lengua de instrucción en las escuelas para jóvenes sudafricanos negros, que se convirtió en una revuelta masiva nacional contra el apartheid, tomó parte activa dando soporte al boicot económico internacional contra su país y también pidió que los padres apoyaran el boicot escolar. Durante años le fue denegada la visa para salir de su país.
Fue obispo de Lesoto entre 1976 y 1978 y entre 1978 y 1985 fue secretario general del Consejo Sudafricano de Iglesias, continuando así su lucha contra el apartheid con el acuerdo de casi todas las iglesias cristianas de Sudáfrica.
Abogó constantemente por la reconciliación entre todos los grupos implicados en el apartheid, denunció constantemente al gobierno blanco minoritario por su política racista contra la mayoría de la población negra y condenó a los grupos antiapartheid que efectuaban o propiciaban actuaciones violentas y terroristas, como el Congreso Nacional Africano y diversos grupos de extrema izquierda. Junto con Steve Biko, Tutu llamó a la población a la desobediencia civil.
El 15 de octubre de 1984 le fue concedido el Premio Nobel de la Paz «por su constante lucha contra el apartheid».
El 7 de septiembre de 1986 fue ordenado arzobispo de la Iglesia de la Provincia de África Meridional, siendo nuevamente el primer hombre sudafricano de tez oscura en conseguirlo. Ocupó su cargo de arzobispo de Ciudad del Cabo entre aquel año y 1996. Tras el fin oficial de la política de apartheid con las elecciones democráticas de 1994, Tutu fue nombrado director de la Comisión para la verdad y la reconciliación creada por el recién electo presidente de Sudáfrica Nelson Mandela. Dicha comisión denunció las atrocidades de ambos lados y es tomada como ejemplo en todo el mundo.
Se retiró en 1996 de su trabajo en la iglesia.
El 22 de julio de 2010 anunció que se retiraba de la vida pública. Dimitió de sus cargos como rector de la Universidad del Cabo Occidental y como representante en el comité consultivo de las Naciones Unidas sobre la prevención del genocidio. Sus últimas apariciones, fueron durante la Inauguración de la XIX Copa FIFA del Mundo Sudáfrica 2010 y la gala de entrega del Balón de Oro 2010.
Desde entonces se dedicaba a luchar contra la epidemia del VIH. Formaba parte de las 18 personalidades mundiales que dan apoyo a la Alianza de Civilizaciones. Era miembro del Comité de Honor de la Coordinación internacional para el Decenio de la no violencia y de la paz. Era también presidente del grupo The Elders y trabaja en el Desmond Tutu Peace Centre.
En 2011 se produjo un escándalo con el dalái lama, líder espiritual tibetano, exiliado por presiones derivadas de la invasión y ocupación china del Tíbet, porque fue invitado por Desmond Tutu a Ciudad del Cabo para la conferencia Internacional de la Paz durante la celebración del 80 cumpleaños de Tutu. El Gobierno de Sudáfrica demoró en otorgarle el visado al dalái lama y el 4 de octubre de 2011, el dalái lama canceló su viaje. Ya en 2009 le habían negado el visado y esta vez Desmond Tutu se mostró muy decepcionado con el gobierno.

## Premios
Desmond Tutu fue galardonado con los premios siguientes:
- 1978, Fellow of King's College, Londres.
- 1978, Honorary Doctorate of Divinity from General Theological Seminary, Estados Unidos.
- 1978, Honorary Doctorate of Civil Law de la Universidad Kent, Reino Unido.
- 1979, Honorary Doctorate of Laws de la Universidad Harvard, Estados Unidos.
- 1980, Premio de Atenas (Fundación Onassis).
- 1981, Honorary Doctorate of Theology de la Universidad Ruhr, Bochum.
- 1982, Honorary Doctorate of Sacred Theologym  Universidad de Columbia.
- 1982, Miembro del International Social Prospects Academy.
- 1983, Premio The Family of Man Gold Medal.
- 1984, Honorary Doctorate of Humane Letters St Paul's College, Lawrenceville.
- 1984, Honorary Doctorate of Law de la Claremont Graduate School.
- 1984, Honorary Doctorate of Sacred Theology de la Dickinson College.
- 1984, Martin Luther King Jr. Humanitarian Award of Annual Black American Heroes and Heroines Day, Estados Unidos.
- 1984, Honorary Doctorate of Divinity de la Universidad de Aberdeen, Escocia, Reino Unido.
- 1984, Doctor of Human Letters, Universidad Howard, Estados Unidos.
- 1984, Premio Nobel en Oslo, Noruega.
- 2012, Premio UNESCO/Bilbao.
- 2014, Premio Internacional Cataluña.[21]